# جویدن

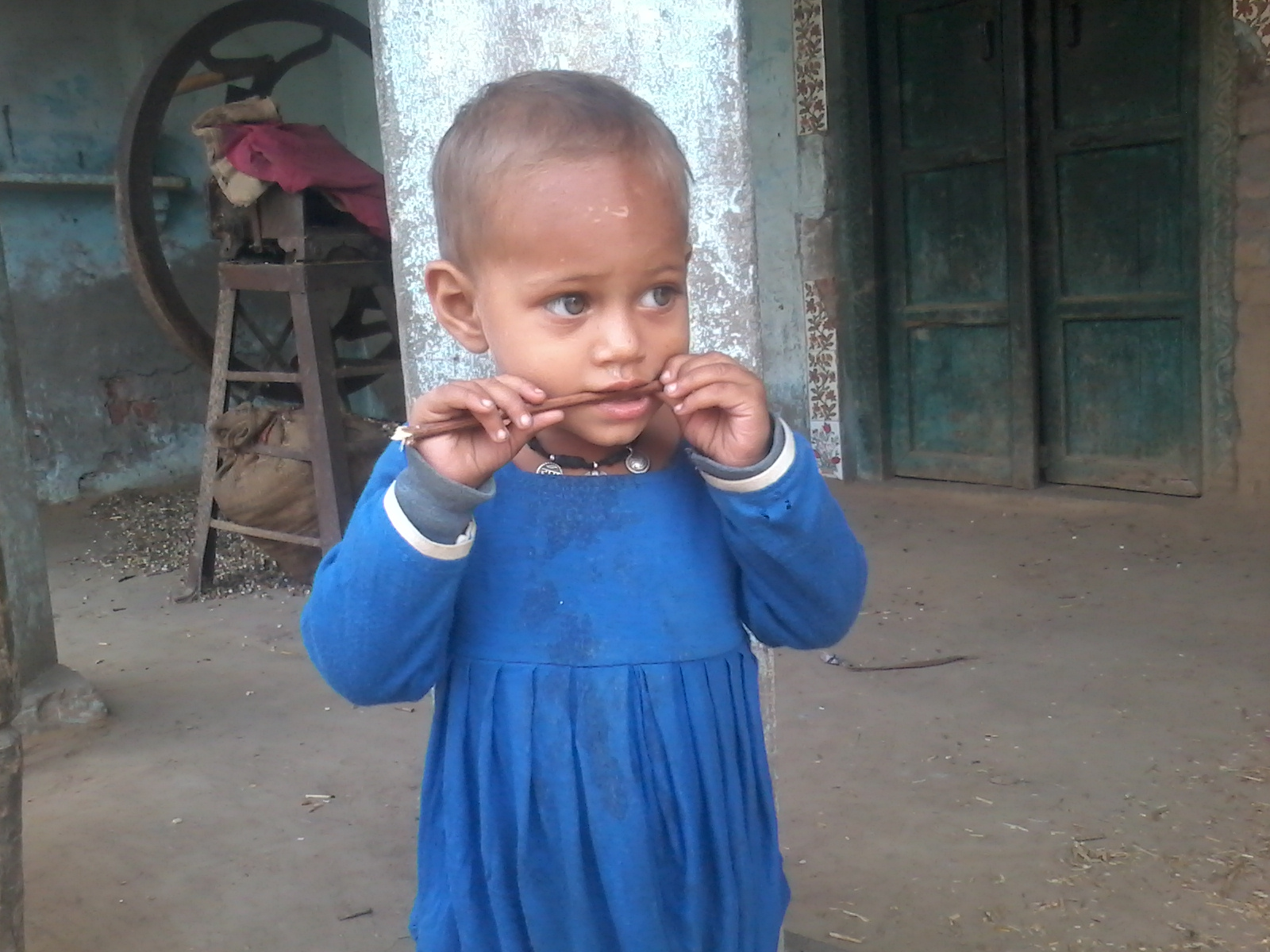
mygaonindia یک کودک که چوب جویدن (Datun) را در دهان خود نگه داشته است

جویدن (با تلفظِ jowidan) یکی از جنبه‌های مکانیکی خوردن غذاست و به عمل له و خرد کردن غذا بین دندان‌ها گفته می‌شود.
جویدن باعث سهولت در سایر اعمال گوارش غذا می‌شود.

## نیروی دندان‌ها
دندان‌ها به‌طور قابل تحسینی برای عمل جویدن طراحی شده‌اند. دندان‌های قدامی (جلویی) دارای عمل قطع‌کننده و دندان‌های خلفی (عقبی یا آسیا) دارای عمل خردکننده یا آسیا هستند. در صورتی که عضلات فک با یکدیگر عمل کنند، می‌توانند دندان‌های قدامی را با نیروی ۲۵ و دندان‌های خلفی را با نیروی ۹۰ کیلوگرم بر روی یکدیگر فشار دهند. اگر این نیرو به یک جسم کوچک (مثلاً تخمه) در بین دندان‌های آسیا وارد شود، نیروی وارد شده بر سانتی‌متر مربع ممکن است به صدها کیلوگرم برسد.

## اعصاب
تمامی عضلات جونده توسط شاخه مندیبولار عصب سه قلو یا همان تریژمینال (زوج ۵ مغزی) عصب دهی میشوند.

## فرایندها
قسمت بیشتر روند جویدن ناشی از رفلکس جویدن است که می‌توان آن را این گونه توصیف کرد:
وجود غذا در دهان موجب مهار رفلکسی عضلات جویدن می‌شود و در نتیجه فک تحتانی پایین می‌افتد. پایین افتادن فک تحتانی به نوبهٔ خود موجب بروز رفلکس کششی در عضلات فک می‌شود که منجر به انقباض مجدد این عضلات می‌گردد و فک را بالا می‌برد و موجب بسته شدن دهان می‌شود، اما در عین حال مجدداً لقمهٔ غذایی را بر روی پوشش دهان می‌فشارد. در این هنگام آنچه گفته شد دوباره از ابتدا تکرار می‌شود و این عمل به دفعات تکرار می‌شود.

## اهمیت
جویدن غذا برای هضم کلیهٔ غذاها به ویژه برای بیشتر میوه‌ها و سبزیجات خام اهمیت دارد چرا که این مواد دارای غشاهای سلولوزی غیرقابل هضم در اطراف قسمت‌های مغذی خود هستند که می‌بایست پاره شوند تا مواد غذایی بتوانند مورد استفاده قرار گیرند.